# Louis-Gustave Guérineau de Boisvillette
Louis-Gustave Guérineau de Boisvillette, né le 20 avril 1800 à Châteaudun et mort le 7 avril 1863 à Chartres, est un ingénieur et archéologue français.

## Biographie
Fils de Louis-Thomas Guérineau des Chenardières de Boisvillette et de Françoise-Émilie Boësnier de Clairvaux (petite-nièce de Paul Boësnier de l'Orme et nièce de Henri Jacques Goüin-Moisant), et parent de Jean-Nicolas-Marcellin Guérineau de Saint-Péravy, Louis-Gustave Guérineau de Boisvillette intègre l'École polytechnique en 1817 et en sort dans les premiers rangs. Il opte pour la carrière des ponts et chaussées.
Ingénieur en chef des ponts et chaussées d'Eure-et-Loir en 1842, il présente au conseil général un rapport sur la direction de la Compagnie des chemins de fer de l'Ouest la même année. Il prend part à la construction du chemin de fer de l'Ouest en en réalisant les premières études et en achevant les travaux dans le département d'Eure-et-Loir.
Il est nommé directeur des ponts et chaussées dans le département d'Eure-et-Loir.
Il passe inspecteur général des ponts et chaussées en 1849.
Se consacrant à des travaux archéologiques, auteur d'une Statistique archéologique d'Eure-et-Loir, il découvre le site de Saint-Prest.
De 1858 à 1863, il préside, en premier, la Société archéologique d'Eure-et-Loir, dont il est un des fondateurs.
Il se marie avec Suzanne-Athénaïs Le Chapellier de La Varenne, fondatrice de l'Œuvre des mères chrétiennes à Chartres et présidente des Œuvres de la charité maternelle et des pauvres malades, nièce de Charles-Adrien Le Chapellier de Grandmaison et belle-sœur de Robert Constant Bouhier de L'Écluse. Il est le beau-père d'Ambroise-Aymar Belhomme de Franqueville.

## Publications
(Sélection)

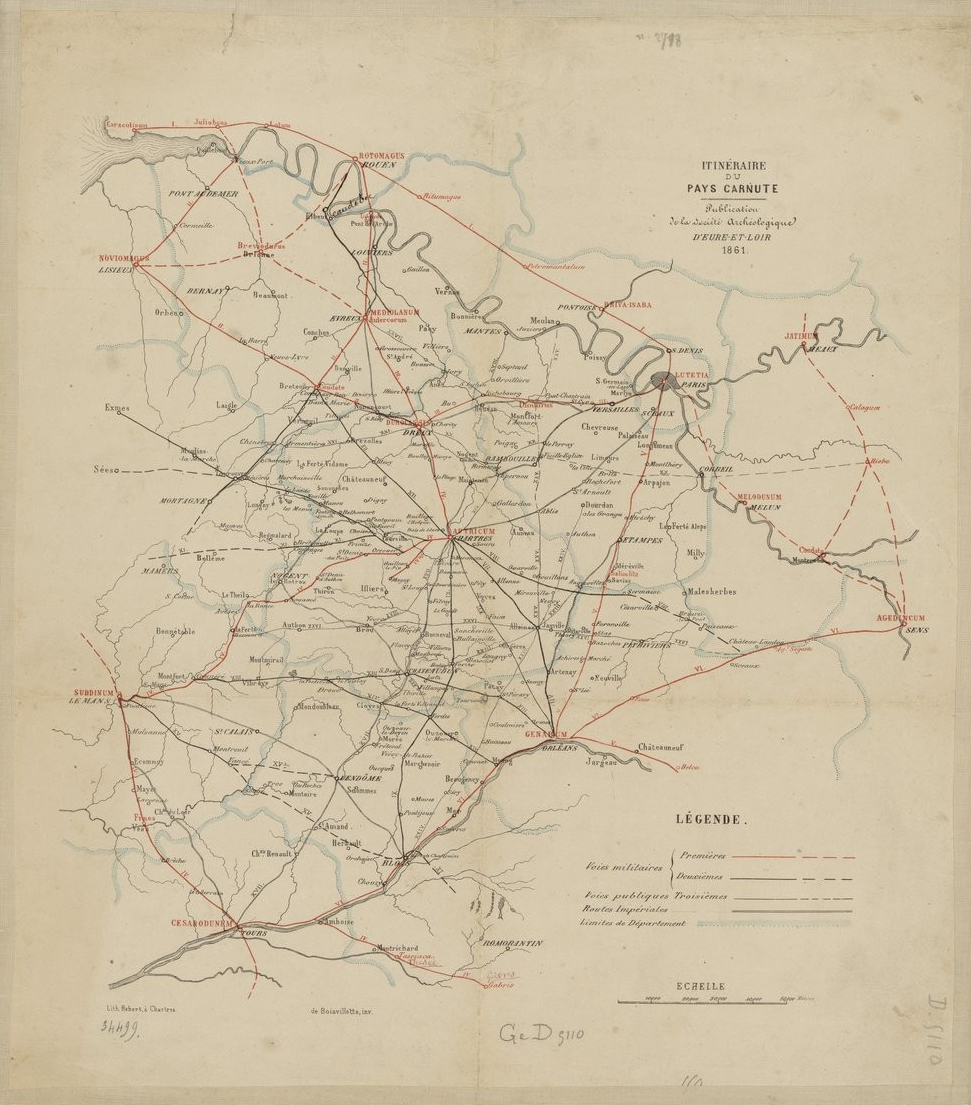
Itinéraire du pays carnute. Publication de la Société archéologique d'Eure-et-Loir 1861, de Boisvillette inv.

- « Zoologie : statistique scientifique » (1867)
- « Guérineau de Boisvilette. Ce qu'il a laissé. Hommage à sa mémoire. Imprimé par les soins de sa famille et destiné à ses amis » (1866)
- « Statistique archéologique d'Eure-et-Loir. Tome premier. Indépendance gauloise et Gaule romaine » (1864)
- « Notice sur les découvertes antiques faites à Chartres, en 1846 et 1847, dans les terrassements de l'embarcadère, par M. de Widranges ... (5 juillet 1859) » (1859)
- « Notice sur les substructions antiques de la ville de Gannes (Loiret) » (1840)
- « Note sur la composition et le métré de la maçonnerie de béton » (1837)
- « Société archéologique d'Eure-et-Loir (Appel pour la constitution de la société, par de Boisvillette, L. Merlet) »

## Sources
- Lucien Merlet, Guérineau de Boisvilette. Ce qu'il a laissé. Hommage à sa mémoire, 1866
- Annuaire d'Eure-et-Loir, 1864
- Bulletin de la Société archéologique d'Eure-et-Loir
- Charles Marcel-Robillard, André Leprince, Le Folklore de la Beauce, 1980